# Não combatente
Não combatente é um termo técnico no direito de guerra e no direito internacional humanitário para se referir a civis que não participam diretamente das hostilidades; pessoas como médicos de combate e capelães militares, que são membros das forças armadas beligerantes, mas são protegidos por causa de seus deveres específicos (conforme atualmente descrito no Protocolo I das Convenções de Genebra, adotado em junho de 1977); combatentes que são colocados fora de combate; e pessoas neutras, como forças de manutenção da paz, que não estão envolvidas na luta por nenhum dos beligerantes envolvidos em uma guerra. Este status particular foi reconhecido pela primeira vez sob as Convenções de Genebra com a Primeira Convenção de Genebra de 1864.

## História

### Pré-Convenções Genebra
As Convenções de Haia de 1899 e 1907 foram um dos primeiros tratados multipaíses a concordar sobre os direitos dos não combatentes. Essas reuniões ocorreram em 1899 e em 1907. Três tratados foram assinados e postos em vigor em 1899, incluindo o tratamento de prisioneiros de guerra e a proteção dos navios hospital. Em 1907, treze tratados adicionais foram assinados. Estes abrangem os regulamentos relativos à guerra por terra, a declaração de guerra, os direitos e responsabilidades dos países neutros e os direitos e restrições durante a guerra naval.
O Tratado II, artigo 3 da Convenção de 1899 afirma que os combatentes beligerantes que se rendem devem ser tratados como prisioneiros de guerra, a menos que estejam sem uniformes adequados (ou seja, espiões). O artigo 13 da mesma seção declara que qualquer outro não combatente ou civil afiliado que não faz parte das forças armadas beligerantes, como repórteres e empreiteiros, tem o mesmo direito de ser tratado como prisioneiro de guerra.
O artigo 25 do Tratado II afirma que as comunidades indefesas são protegidas de qualquer forma de ataque. Além do acima, o artigo 27 afirma que, se ocorrer algum cerco, os locais dedicados à religião, caridade ou hospitais devem ser evitados, se possível, desde que não tenham afiliações estratégicas.
O artigo 28 afirma que mesmo quando uma aldeia é capturada durante a guerra, a pilhagem não é permitida por nenhuma das partes. Isso se repete no artigo 47, Seção III. Os artigos acima foram reafirmados pela Convenção IV da Convenção de 1907.
Muitas nações assinaram os tratados, incluindo delegados do Reino Unido, Estados Unidos, Rússia e Japão. Apesar de muitas nações terem assinado nas Convenções de Haia de 1899 e 1907, vários acordos foram quebrados durante a Primeira Guerra Mundial, incluindo seções do Tratado IV envolvendo envenenamentos e ataques a cidades e vilas indefesas.
Embora algumas Convenções de Genebra ocorrido antes das Convenções de Haia, nenhuma tocou nos direitos dos não combatentes no calor do combate. As Convenções de Genebra reconhecem e ampliam muitos dos tratados assinados nas Convenções de Haia, particularmente aqueles que envolvem o tratamento de não combatentes. Como resultado, os regulamentos ainda estão em vigor hoje.

### Convenções de Genebra
As Convenções de Genebra começaram em 21 de abril e foram concluídas em 12 de agosto de 1949. O objetivo da convenção era estabelecer as proteções oferecidas aos civis durante um período de guerra sob ocupação militar. Quando as Convenções de Genebra foram ratificadas, havia várias seções de acordo com a definição de uma pessoa como não combatente. O artigo 3 das Convenções de Genebra enfatiza o tratamento humano de todas as pessoas que não participam de hostilidades. O artigo 42 refere-se à proteção das tripulações aéreas que saltam de paraquedas de uma aeronave. O artigo 50 fornece a definição de civil, bem como de população civil, enquanto o artigo 51 descreve a proteção desses civis durante a guerra.
O artigo 42 do Protocolo I afirma que as tripulações que estão saltando de paraquedas de suas aeronaves em perigo não podem ser atacadas independentemente do território em que estejam. Se as tripulações aterrissarem em território controlado pelo inimigo, elas devem ter a oportunidade de se render antes de serem atacadas, a menos que seja aparente que estão se envolvendo em um ato hostil ou tentando escapar. As forças aerotransportadas que descem de paraquedas de uma aeronave, seja ela incapacitada ou não, não recebem a proteção proporcionada por este artigo e, portanto, podem ser atacadas durante sua descida, a menos que estejam hors de combat.
O artigo 50 do Protocolo 1 define um civil como uma pessoa que não é um combatente privilegiado. O artigo 51 descreve a proteção que deve ser dada aos civis (a menos que sejam combatentes ilegais) e às populações civis. O artigo 54 trata da proteção de bens indispensáveis para a sobrevivência da população civil, e é categórico que “é proibida a inanição de civis como método de guerra”. O Capítulo III do Protocolo I regula a segmentação de bens civis. O artigo 8(2)(b)(i) do Estatuto de Roma do Tribunal Penal Internacional também proíbe ataques dirigidos contra civis.
Embora nem todos os Estados tenham ratificado o Protocolo I ou o Estatuto de Roma, essas disposições reiteraram as leis consuetudinárias de guerra existentes, que são obrigatórias para todos os beligerantes em um conflito internacional.
O artigo 3 da seção geral das Convenções de Genebra estabelece que, em caso de conflito armado sem carácter internacional (que ocorra no território de uma das Altas Partes Contratantes), cada Parte em conflito é obrigada a aplicar, no mínimo, as seguintes disposições às "pessoas que não participam ativamente das hostilidades" (não combatentes). Essas pessoas serão, em todas as circunstâncias, tratadas com humanidade, com as seguintes proibições:
(a) violência à vida e à pessoa, em particular assassinato de todos os tipos, mutilação, tratamentos cruéis e tortura;
(b) tomada de reféns;
(c) ultrajes à dignidade pessoal, em particular tratamento humilhante e degradante;
d) a imposição de sentenças e a realização de execuções sem julgamento prévio pronunciado por um tribunal regularmente constituído, oferecendo todas as garantias judiciais reconhecidas como indispensáveis pelos povos civilizados.

## Segunda Guerra Mundial
Na Segunda Guerra Mundial, com a frequência de bombardeios e ataques aéreos às cidades, os não combatentes foram mais afetados do que nas guerras anteriores. Fontes afirmam que mais de quarenta e cinco milhões de civis e não combatentes perderam suas vidas ao longo da guerra. Este número, no entanto, é amplamente debatido. Apesar do entendimento de que mais de 18 milhões foram mortos no Holocausto e como resultado de outras perseguições nazistas, o número exato provavelmente nunca será determinado. Há também dificuldade em estimar os números de eventos como no massacre de Nanquim, embora se estime que entre 200 000 e 300 000 civis e prisioneiros de guerra tenham sido massacrados. Isso não inclui necessariamente militares, não combatentes ou civis mortos por radiação, doenças ou outros meios como resultado da guerra. Após o fim da Segunda Guerra Mundial, os países se uniram com o objetivo de dar direitos aos não combatentes e criaram as Convenções de Genebra de 1949, construídas a partir da Convenção de Haia de 1907.

## Guerra do Vietnã
A Guerra do Vietnã foi uma guerra em meados do século XX na qual muitos civis foram identificados como tendo sido mortos. Muitos civis não foram especificamente identificados como sendo não combatentes ou civis comuns, o que poderia ter matado direta ou indiretamente centenas e milhares de civis vietnamitas. No entanto, não há uma proporção exata do número de não combatentes que especificaram o número exato, as estatísticas que foram fornecidas foram todas estimativas de quantos civis e combatentes foram mortos. A maioria do número registrado de pessoas desaparecidas ou mortas não era específico, mas todos eram vítimas, o que significa que não há/havia um número exato de combatentes ou não combatentes. Os registros militares nos Arquivos Nacionais dos Estados Unidos não especificam quantos não combatentes foram mortos durante a Guerra do Vietnã.
Milhares de pessoas foram mortas: civis, feridos, combatentes e não combatentes, assim como civis comuns (cidadãos) no Vietnã, mas também no Laos e no Camboja. Assim, todos os números não especificam quantos não combatentes foram mortos ou feridos.

## Guerra contemporânea e terrorismo

### Guerra ao terrorismo
Embora não haja uma definição clara de terrorismo, um terrorista pode ser explicado como um indivíduo que é um ator não estatal que se envolve em hostilidades armadas contra um Estado ou governo durante um período de paz. O local onde um indivíduo é julgado em um tribunal é o fator determinante entre terroristas combatentes e não combatentes. Indivíduos como os atiradores de San Bernardino, os irmãos Tsarnaev (Tamerlan e Dzhokhar Tsarnaev) e os responsáveis pelos ataques de 11 de setembro seriam caracterizados como terroristas não combatentes. Grupos como a Al-Qaeda são considerados terroristas combatentes ou também podem ser chamados de combatentes ilegais. Os não combatentes também podem ser vistos como civis radicais e os combatentes podem ser vistos como soldados militares.
Desde 2017, existem maneiras inconsistentes de conduzir os processos judiciais de terroristas. As soluções possíveis seriam pegar todos os indivíduos classificados como não combatentes e indiciá-los como criminosos e processar os indivíduos que são considerados combatentes e se envolvem em ataques de guerra sob comissões militares. Os terroristas combatentes são capturados e detidos para pôr fim às suas hostilidades e são rotulados como prisioneiros de guerra, e os não combatentes são considerados criminosos.

## Leitura complementar
- Gandhi, M. (2001). «Notes And Comments: Common Article 3 Of Geneva Conventions, 1949 In The Era Of International Criminal Tribunals». World Legal Information Institute. ISIL Year Book of International Humanitarian and Refugee Law. 11 — A detailed critique of the shortcomings of the common Article 3 of the Geneva Convents.